# Site archéologique de Yuanshan

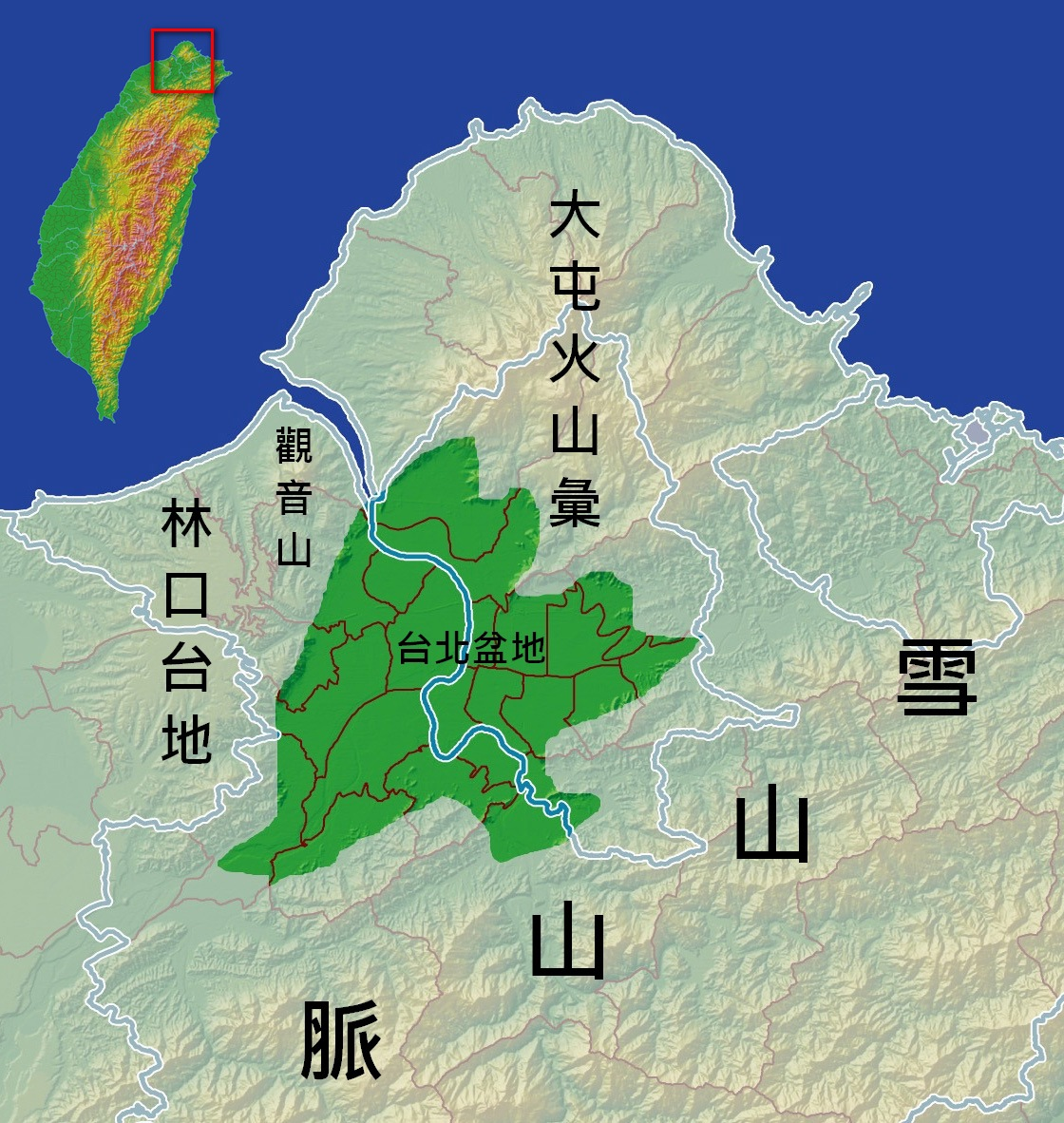
Bassin de Taipei - illustration de la partie de Taipei inondable et déjà inondée plusieurs fois notamment à l'époque de Koxinga et il y a plusieurs milliers d'années

Le site archéologique de Yuanshan est situé sur la colline homonyme (chinois simplifié : 圆山 ; chinois traditionnel : 圓山 ; pinyin : yuánshān ; zhuyin : ㄩㄢˊ ㄕㄢ) située au nord de l'arrondissement de Zhongshan de la ville de Taipei à Taïwan et donnant au nord sur la rivière Keelung. Avec une superficie de 2,7 hectares, et un point culminant à 36 mètres d'altitude le lieu est souvent connu pour son son parc d'attractions abandonné depuis et dont les vestiges sont encore visibles à travers une grande roue, un carrousel, une cité des sciences et surtout une reproduction d'un village traditionnel de culture Minnan (https://en.wikipedia.org/wiki/Hokkien_culture).
Cependant, ce site abrite une des plus importantes ressources archéologiques de l'île de Taïwan avant le début de sa colonisation moderne. Découvert au début de la période où Taïwan est sous domination japonaise par un chercheur en archéologie japonais, les recherches continuent sur ce site encore de nos jours.
Ces ressources archéologiques et historiques sont traditionnellement séparées en sept couches de culture distinctes : la culture de Dapenkeng (-4500 à -2200 avant JC), la culture de la céramique cordée (-2500 à -1500 avant JC) la culture de Zhiwuyuan aussi appelée culture du jardin botanique (-1500 avant JC à -1000 avant JC), la culture de Yuanshan ( -1300 à - 300 avant JC), la culture de Shisanhang (-400 avant JC au XVIIème siècle après JC), puis enfin la culture Han qui commencera son influence à partir de l'arrivée coloniale chinoise.
La préhistoire à Taïwan se termine ainsi à partir de l'installation des premiers colons sur l'île principale, appartenant à la Compagnie néerlandaise des Indes orientales, en 1624.

## La culture de Yuanshan
La culture de Yuanshan (圓山) (1300 av. - 300 EC) ne semble pas être étroitement liée aux précédentes, avec des herminettes sectionnées, des herminettes à épaulement de pierre et une céramique sans impression cordée. Certains chercheurs suggèrent qu'elle représente une autre vague d'immigration en provenance de la partie continentale, cependant aucun lien n'a pu être associée entre les cultures contemporaines existantes sur le continent et celle de Yuanshan.

## Histoire de la recherche archéologique
Conformément aux pratiques internationales de dénomination des sites archéologiques, le site a été nommé "site de Yuanshan" d'après le village moderne le plus proche. En outre, suivant la règle consistant à nommer une culture d'après le premier site où elle a été identifiée, les traces d'activités humaines préhistoriques découvertes en premier sur ce site ont été désignées sous le nom de "culture de Yuanshan".
Entre 1896 et 1999, plusieurs fouilles archéologiques ont révélé que le site de Yuanshan est une zone archéologique rare comportant plusieurs couches de culture distinctes.
Un résumé chronologique des recherches :
1896 : Lors de la deuxième année de l'époque coloniale japonaise à Taïwan, le gouverneur général de Taïwan confia à l'université impériale de Tokyo une mission interdisciplinaire. Des experts en zoologie, botanique, géologie et anthropologie furent envoyés pour mener une enquête approfondie sur l'île.
1897 : Les chercheurs Inō Kanori et Miyamura Eiichi découvrirent de nombreux coquillages sur le versant ouest de Yuanshan à Taipei. Ces restes de coquillages, en grande quantité, furent attribués par les deux chercheurs à la consommation humaine à l’époque préhistorique, et le site fut nommé Yuanshan Shell Mount (amas coquillier de Yuanshan). Ils mirent également au jour des outils en pierre, jade, céramique, os et corne, ainsi que des tombes. Ils confirmèrent qu’à l’époque où Taipei était encore un grand lac, Yuanshan était une petite île habitée.

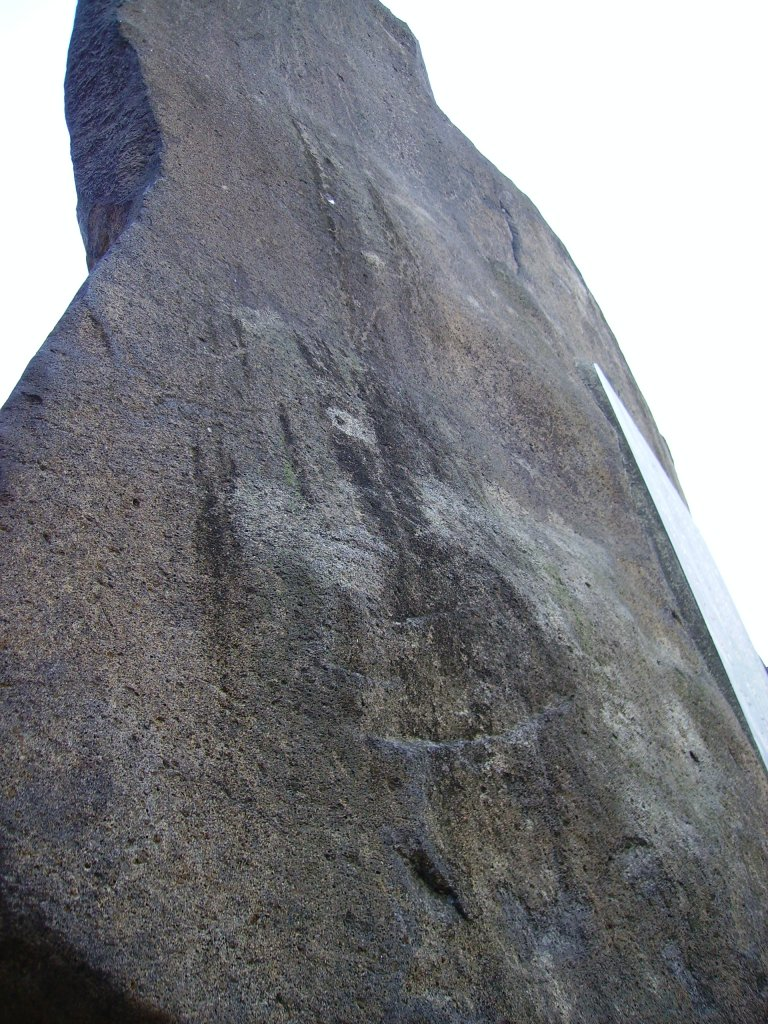
Pierre polie de Yuanshan découverte en 1918

1918 : Lors de l'agrandissement de l'école bouddhique Chan du temple Linji Huguo, une large portion de la pente ouest de Yuanshan fut excavée, dévoilant une grande pierre polie artificielle, haute d’environ deux personnes. Les analyses confirmèrent qu’il s’agissait d’un outil utilisé à la préhistoire pour polir les outils en pierre.
1923 : Le professeur Miyahara Atsushi de l’École de médecine de la préfecture générale de Taïwan finança personnellement la construction d’un abri pour protéger la pierre polie. Il acheta également une parcelle de terrain qu’il offrit, avec la pierre, à la ville de Taipei pour une conservation permanente.
1935 : La préfecture générale de Taïwan classa la grande pierre polie et l’amas coquillier de Yuanshan comme sites historiques.
1928-1945 : L’université impériale de Taipei créa une chaire d’ethnologie locale et organisa les premières fouilles archéologiques structurées et à grande échelle sur le site de Yuanshan.
1953-1954 : Sous la direction du professeur Chang-Ju Shih et des étudiants du département d’archéologie de l’université de Taïwan, des fouilles systématiques furent menées sur le versant nord-ouest de Yuanshan. Ces recherches confirmèrent la présence de deux couches culturelles : la culture de la céramique cordée et la culture de Yuanshan.
1964 : Le département d’anthropologie et d’archéologie de l’université de Taïwan, en collaboration avec l’université de Yale, procéda à des analyses au carbone 14 sous la direction de Chang Kwang-chih sur les sites de Yuanshan et Dapenkeng.
1986-1987 : Les professeurs Lian Chao-mei et Huang Shih-chiang du département d’anthropologie de l’université de Taïwan découvrirent davantage d’artefacts des couches culturelles anciennes et plusieurs nouveaux amas coquilliers.
1987 : Le Centre de loisirs pour enfants de Yuanshan fut construit à proximité du site. Une section dédiée à l’exposition des vestiges historiques de Yuanshan fut installée dans la zone Monde d’hier de ce centre.
1988 : Le ministère de l’Intérieur de la République de Chine (Taïwan) classa le site de Yuanshan comme monument national de premier niveau.
1991 : Lors de la rénovation du pont Zhongshan à Taipei, de nombreux artefacts furent découverts près de Yuanshan. Ils furent identifiés comme appartenant aux cultures pré-céramique, du Jardin botanique et de Shisanhang.
1995 : L’Institut d’architecture et d’urbanisme de l’université de Taïwan conçut un projet visant à transformer le site en parc historique de Yuanshan, couvrant une superficie d’environ 2,7 hectares.
1999 : Les fouilles confirmèrent que la culture de la céramique à la corde était liée aux cultures de Dapenkeng et de Xuntangpu (訓塘浦).